# Palais de justice d'Espoo
Le palais de justice d'Espoo (finnois : Espoon oikeustalo) est un palais de justice à Espoo en Finlande,.

## Présentation
Le palais de justice d'Espoo est un bâtiment construit dans le quartier Kilo et utilisé par les autorités judiciaires et policières finlandaises,.
Sur le côté est du même bâtiment (Vitikka 1) se trouvent le tribunal de district de l'Ouest d' Uusimaa et le bureau du procureur.
Sur le côté ouest du bâtiment (Nihitsillankuja 4) se trouve le bureau principal du département de police de Länsi-Uusimaa, c'est-à-dire le poste de police principal d'Espoo,,,.